# Waidhaus
Waidhaus is een plaats in de Duitse deelstaat Beieren, en maakt deel uit van de Landkreis Neustadt an der Waldnaab.
Waidhaus telt 2.192 inwoners.

## Aangrenzende gemeenten
Aangrenzende gemeenten: Rozvadov, Eslarn, Pleystein, Georgenberg.

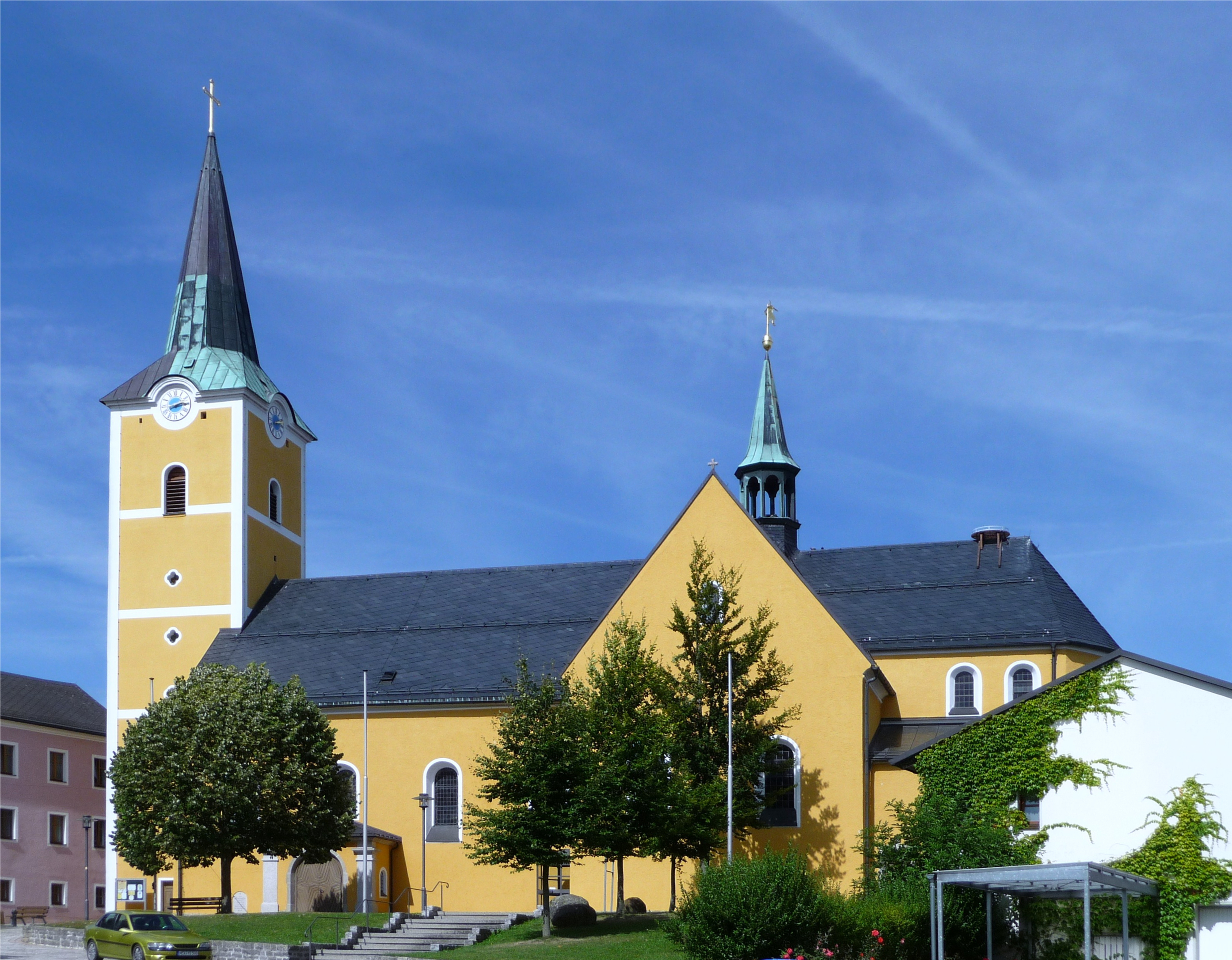
St. Emmeram Waidhaus

| Aangrenzende gemeenten | Aangrenzende gemeenten | Aangrenzende gemeenten | Aangrenzende gemeenten | Aangrenzende gemeenten |
| ---------------------- | ---------------------- | ---------------------- | ---------------------- | ---------------------- |
| Georgenberg 10 km      |                        | Rozvadov 5 km          |                        | Rozvadov 5 km          |
|                        |                        |                        |                        |                        |
| Pleystein 8 km         | Rozvadov 5 km          |                        |                        |                        |
|                        |                        |                        |                        |                        |
| Pleystein 8 km         |                        | Eslarn 8 km            |                        | Eslarn 8 km            |

Altenstadt a.d.Waldnaab ·
Bechtsrieth ·
Eschenbach i.d.OPf. ·
Eslarn ·
Etzenricht ·
Floß ·
Flossenbürg ·
Georgenberg ·
Grafenwöhr ·
Irchenrieth ·
Kirchendemenreuth ·
Kirchenthumbach ·
Kohlberg ·
Leuchtenberg ·
Luhe-Wildenau ·
Mantel ·
Moosbach ·
Neustadt am Kulm ·
Neustadt a.d.Waldnaab ·
Parkstein ·
Pirk ·
Pleystein ·
Pressath ·
Püchersreuth ·
Schirmitz ·
Schlammersdorf ·
Schwarzenbach ·
Speinshart ·
Störnstein ·
Tännesberg ·
Theisseil ·
Trabitz ·
Vohenstrauß ·
Vorbach ·
Waidhaus ·
Waldthurn ·
Weiherhammer ·
Windischeschenbach